# Nicòstrat (metge)
Nicòstrat (en llatí Nicostratos, en grec antic Νικόστρατος) va ser un metge del que parla Antífanes el Jove, i diu que a la seva mort va deixar una gran quantitat de diners a una cortesana que va agafar el nom d'Anticyra (Ἀντίκυρα, la que va trobar). Va viure al segle i. Segurament és el mateix Nicòstrat del que Andròmac i altres autors mencionen una certa quantitat de receptes mèdiques, segons diuen Galè i Aeci.